# グラナダ県 (スペイン)
グラナダ県（グラナダけん、Provincia de Granada）は、スペイン・アンダルシア州の県。県都はグラナダ。

## 地理
アンダルシア州マラガ県、コルドバ県、ハエン県、アルメリア県、カスティーリャ＝ラ・マンチャ州アルバセーテ県、ムルシア州に接している。南は地中海に面している。
グラナダ県にはシエラネバダ山脈があり、スペイン大陸部でもっとも標高の高い山であるムラセン山(3,481m)はグラナダ県にある。シエラネバダ山脈にあるシエラネバダ国立公園はグラナダ県とアルメリア県にまたがっている。

### 人口
| グラナダ県の人口推移 1900－2010                         |
|                                                         |
| 出典:INE（スペイン国立統計局）1900年 - 1991年、1996年 - |

## 歴史
1833年スペイン地方行政区分再編ではスペイン全土に49の県が設置された。この際にグラナダ県も設置され、県都はグラナダに定められた。
1939年から1975年のフランコ独裁体制化を経て、スペインの民主化移行期の1970年代末から1980年代初頭にはスペイン全土に17の自治州が設置された。1982年1月11日にはグラナダ県など8県からなるアンダルシア州が発足した。

## 行政区画

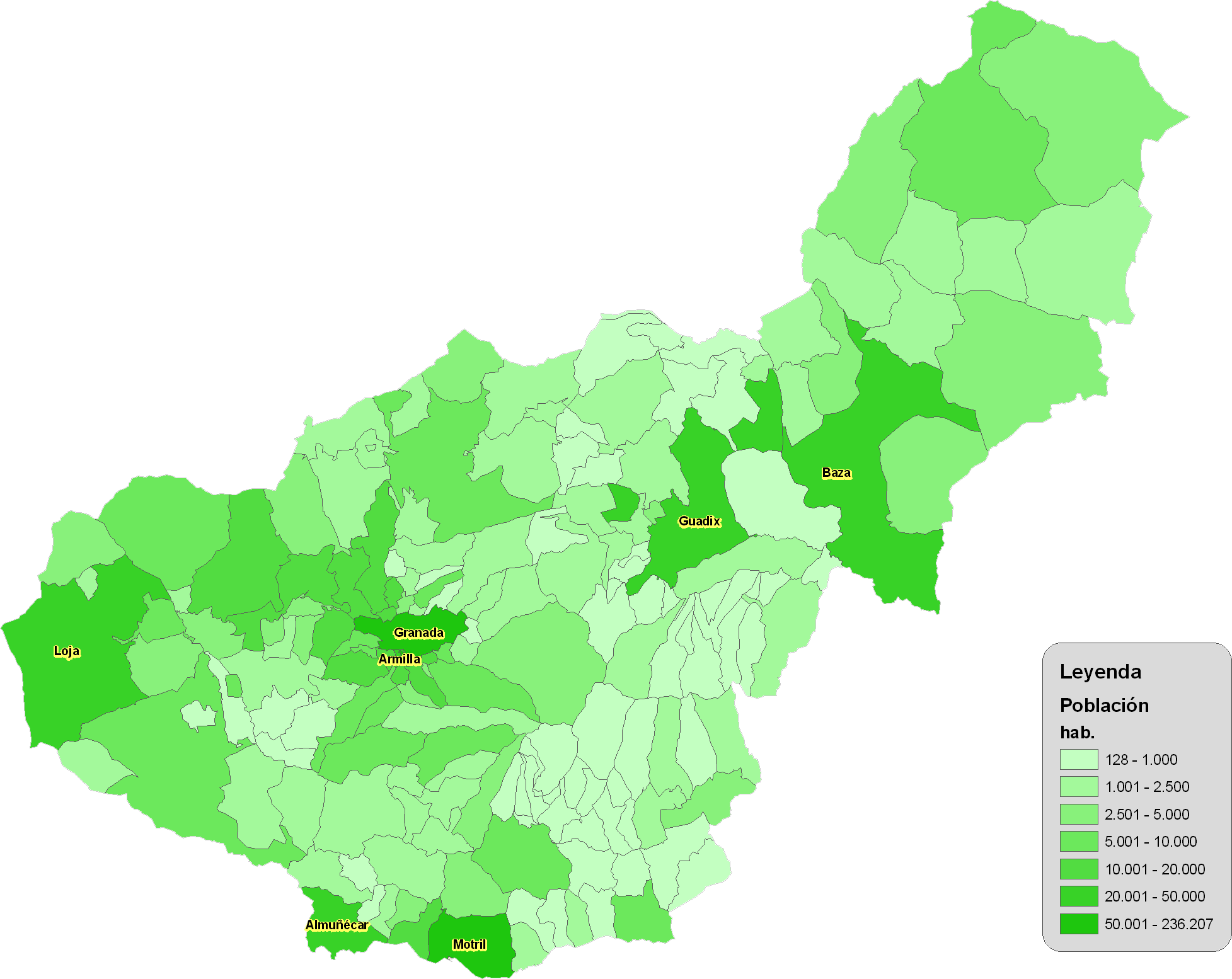
人口分布図

グラナダ県には169のムニシピオ（基礎自治体）がある。県都のグラナダはかつてナスル朝グラナダ王国の主都だった。

### 主な自治体
| 順位 | 基礎自治体       | 人口 （2013年） | 郡                         |
| ---- | ---------------- | --------------- | -------------------------- |
| 1    | グラナダ         | 237,818         | ベガ・デ・グラナーダ       |
| 2    | モトリル         | 61,194          | コスタ・グラナディーナ     |
| 3    | アルムニェーカル | 25,586          | コスタ・グラナディーナ     |
| 4    | アルミージャ     | 22,904          | ベガ・デ・グラナーダ       |
| 5    | マラセーナ       | 21,594          | ベガ・デ・グラナーダ       |
| 6    | バサ             | 21,258          | コマルカ・デ・バサ         |
| 7    | ロハ             | 21,135          | コマルカ・デ・ロハ         |
| 8    | ラス・ガビアス   | 18,946          | ベガ・デ・グラナーダ       |
| 9    | グアディクス     | 18,884          | コマルカ・デ・グアディクス |
| 10   | ラ・スビア       | 18,595          | ベガ・デ・グラナーダ       |

## 観光

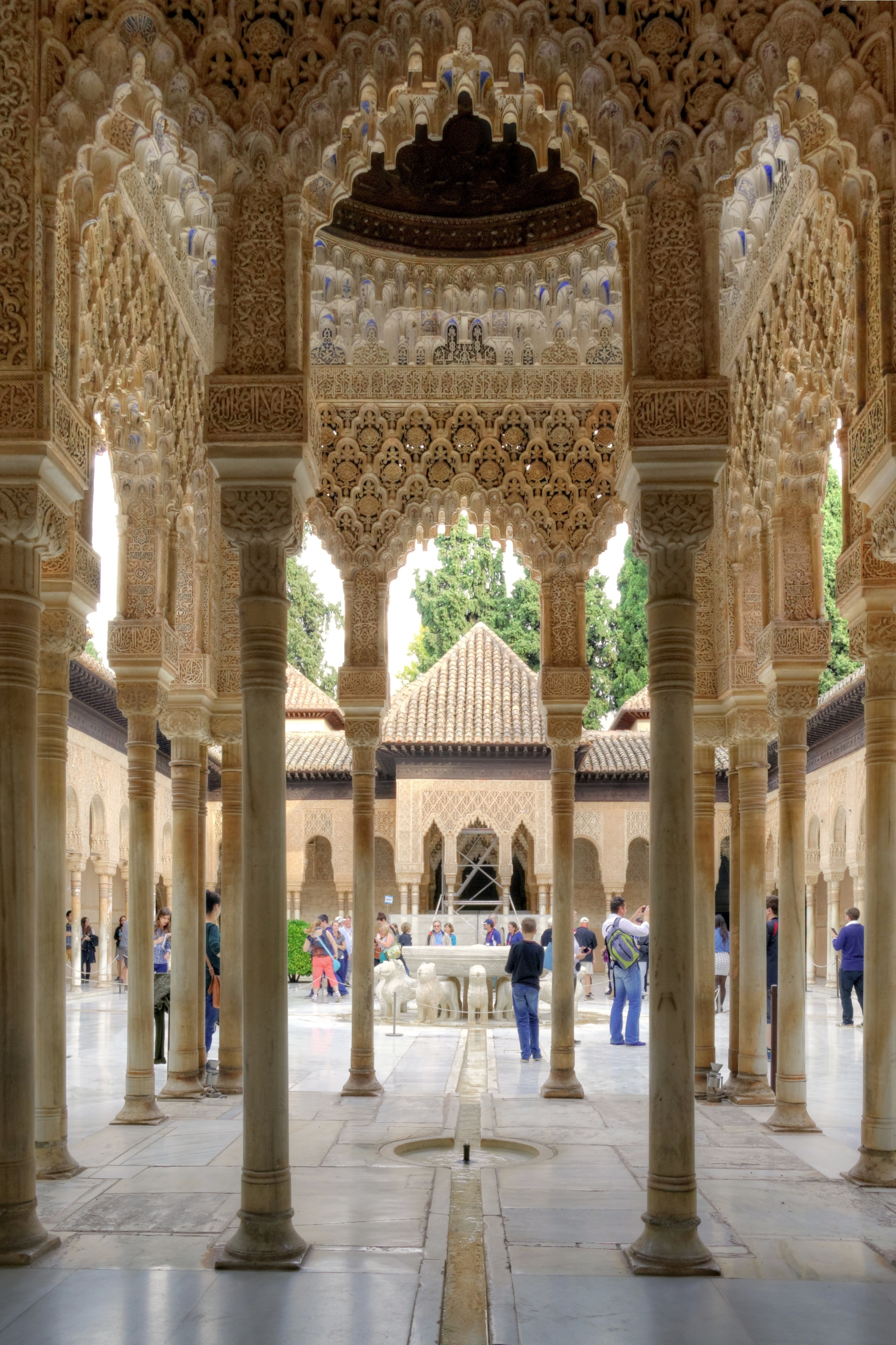
アルハンブラ宮殿

グラナダにはアルハンブラ宮殿など有名なイスラム建築が残されており、多くの観光客が訪れる。冬にはシエラネバダ山脈のシエラネバダ・スキー場に観光客が集まる。シエラネバダ・スキー場はヨーロッパでもっとも緯度の低い場所にあるスキー場である。